# 경상남도지사
경상남도지사(慶尙南道知事)는 경상남도의 행정 사무를 총괄하는 광역지방자치단체장이다.

## 역대 도지사

### 일제강점기
| 호적   | 이름              | 한자 표기     | 취임             | 퇴임             | 비고                              |
| ------ | ----------------- | ------------- | ---------------- | ---------------- | --------------------------------- |
| 내지인 | 가가와 데루       | 香川 輝       | 1910년 10월 1일  | 1913년 2월 14일  | 경상남도 장관                     |
| 내지인 | 사사키 도타로     | 佐々木 藤太郎 | 1913년 2월 14일  | 1921년 12월 26일 | 장관, 1919년 8월부터 경상남도지사 |
| 내지인 | 사와다 도요타케   | 沢田 豊丈     | 1921년 12월 26일 | 1923년 2월 24일  |                                   |
| 내지인 | 와다 준           | 和田 純       | 1923년 2월 24일  | 1928년 1월 31일  |                                   |
| 내지인 | 미즈구치 류조     | 水口 隆三     | 1928년 1월 31일  | 1929년 1월 21일  |                                   |
| 내지인 | 스도 모토         | 須藤 基       | 1929년 1월 21일  | 1929년 11월 28일 |                                   |
| 내지인 | 다니 다키마       | 谷 多喜磨     | 1929년 11월 28일 | 1930년 12월 24일 |                                   |
| 내지인 | 와타나베 도요히코 | 渡辺 豊日子   | 1930년 12월 24일 | 1933년 8월 4일   |                                   |
| 내지인 | 세키미즈 다케시   | 関水 武       | 1933년 8월 4일   | 1935년 4월 1일   |                                   |
| 내지인 | 하시 모리사다     | 土師 盛貞     | 1935년 4월 1일   | 1937년 5월 26일  |                                   |
| 내지인 | 아베 센이치       | 阿部 千一     | 1937년 5월 26일  | 1938년 9월 10일  |                                   |
| 내지인 | 야마자와 와사부로 | 山沢 和三郎   | 1938년 9월 10일  | 1941년 11월 19일 |                                   |
| 내지인 | 니시오카 요시지로 | 西岡 芳次郎   | 1941년 11월 19일 | 1943년 3월 27일  |                                   |
| 내지인 | 오노 스에오       | 大野 季夫     | 1943년 3월 27일  | 1945년 3월 28일  |                                   |
| 내지인 | 노부하라 사토루   | 信原 聖       | 1945년 3월 28일  | 1945년 8월 15일  | 광복                              |

### 경상남도지사(미군정)
| 선출 방식 | 대수 | 이름                           | 임기                            | 정당 | 도정구호 | 도정방침 |
| --------- | ---- | ------------------------------ | ------------------------------- | ---- | -------- | -------- |
| 관선      | 초대 | 이의근(李義根)                 | 1945년 8월 15일~1945년 9월 27일 |      |          |          |
| 관선      | 2대  | 찰스 해리스(Charles S. Harris) | 1945년 9월 28일~1946년 1월 22일 |      |          |          |

### 경상남도지사
| 선출 방식 |  | 대수     | 이름           | 임기                              | 정당                                                     | 도정구호                            |
| --------- |  | -------- | -------------- | --------------------------------- | -------------------------------------------------------- | ----------------------------------- |
| 관선      |  | 초대     | 김병규(金秉圭) | 1946년 1월 23일~1946년 12월 20일  |                                                          |                                     |
| 관선      |  | 2대      | 김철수(金喆壽) | 1947년 1월 7일~1948년 10월 17일   |                                                          |                                     |
| 관선      |  | 3대      | 문시환(文時煥) | 1948년 10월 18일~1949년 11월 14일 |                                                          |                                     |
| 관선      |  | 4대      | 양성봉(梁聖奉) | 1949년 11월 15일~1953년 10월 7일  |                                                          |                                     |
| 관선      |  | 5대      | 이상룡(李相龍) | 1953년 10월 21일~1957년 2월 14일  |                                                          |                                     |
| 관선      |  | 6대      | 김규진(金奎鎭) | 1957년 3월 1일~1959년 11월 23일   |                                                          |                                     |
| 관선      |  | 7대      | 신도성(愼道晟) | 1959년 11월 24일~1960년 4월 30일  |                                                          |                                     |
| 관선      |  | 8대      | 이기주(李基周) | 1960년 5월 2일~1960년 10월 6일    |                                                          |                                     |
| 관선      |  | 9대      | 정종철(鄭鍾哲) | 1960년 10월 7일~1960년 12월 28일  |                                                          |                                     |
| 민선      |  | 10대     | 이기주(李基周) | 1960년 12월 29일~1961년 5월 23일  | 신민당                                                   |                                     |
| 관선      |  | 11대     | 최갑중(崔甲中) | 1961년 5월 24일~1961년 8월 24일   |                                                          |                                     |
| 관선      |  | 12대     | 양찬우(楊燦宇) | 1961년 8월 25일~1963년 12월 16일  |                                                          |                                     |
| 관선      |  | 13대     | 이계순(李啓純) | 1963년 12월 19일~1968년 5월 20일  |                                                          |                                     |
| 관선      |  | 14대     | 이기수(李基洙) | 1968년 5월 21일~1969년 5월 12일   |                                                          |                                     |
| 관선      |  | 15대     | 김효영(金孝榮) | 1969년 5월 13일~1971년 6월 11일   |                                                          |                                     |
| 관선      |  | 16대     | 정해식(丁海植) | 1971년 6월 12일~1974년 2월 4일    |                                                          |                                     |
| 관선      |  | 17대     | 강영수(姜泳琇) | 1974년 2월 5일~1976년 10월 11일   |                                                          |                                     |
| 관선      |  | 18대     | 조병규(趙炳奎) | 1976년 10월 12일~1978년 12월 23일 |                                                          |                                     |
| 관선      |  | 19대     | 김성주(金聖柱) | 1978년 12월 26일~1980년 7월 9일   |                                                          |                                     |
| 관선      |  | 직무대리 | 이남두(李南斗) | 1980년 7월 10일~1980년 7월 17일   |                                                          |                                     |
| 관선      |  | 20대     | 최종호(崔鍾鎬) | 1980년 7월 18일~1982년 5월 24일   |                                                          |                                     |
| 관선      |  | 21대     | 이규효(李圭孝) | 1982년 5월 25일~1985년 2월 20일   |                                                          |                                     |
| 관선      |  | 22대     | 김주호(金周浩) | 1985년 2월 21일~1986년 8월 28일   |                                                          |                                     |
| 관선      |  | 23대     | 조익래(趙益來) | 1986년 8월 29일~1988년 12월 12일  |                                                          |                                     |
| 관선      |  | 24대     | 최일홍(崔一洪) | 1988년 12월 13일~1990년 12월 27일 |                                                          |                                     |
| 관선      |  | 25대     | 김원석(金原奭) | 1990년 12월 28일~1993년 3월 3일   |                                                          |                                     |
| 관선      |  | 26대     | 윤한도(尹漢道) | 1993년 3월 4일~1993년 12월 27일   |                                                          |                                     |
| 관선      |  | 27대     | 김혁규(金爀珪) | 1993년 12월 28일~1995년 3월 29일  |                                                          |                                     |
| 관선      |  | 28대     | 안명필(安明弼) | 1995년 3월 30일~1995년 6월 30일   |                                                          |                                     |
| 민선      |  | 29대     | 김혁규(金爀珪) | 1995년 7월 1일~1998년 6월 30일    | 민주자유당(1995) 신한국당(1995~1997) 한나라당(1997~2003) | 도민제일주의 실현 세계일류 경남건설 |
| 민선      |  | 30대     | 김혁규(金爀珪) | 1998년 7월 1일~2002년 6월 30일    | 민주자유당(1995) 신한국당(1995~1997) 한나라당(1997~2003) | 도민제일주의 실현 세계일류 경남건설 |
| 민선      |  | 31대     | 김혁규(金爀珪) | 2002년 7월 1일~2003년 12월 14일   | 민주자유당(1995) 신한국당(1995~1997) 한나라당(1997~2003) | 2만불시대! 도민과 함께 열겠습니다   |
| 민선      |  | 권한대행 | 장인태(張仁太) | 2003년 12월 15일~2004년 5월 3일   | 행정부지사                                               | 2만불시대! 도민과 함께 열겠습니다   |
| 민선      |  | 권한대행 | 김채용(金采溶) | 2004년 5월 4일~2004년 6월 5일     | 행정부지사                                               | 2만불시대! 도민과 함께 열겠습니다   |
| 민선      |  | 32대     | 김태호(金台鎬) | 2004년 6월 6일~2006년 6월 30일    | 한나라당                                                 | 세계로 미래로 뉴경남                |
| 민선      |  | 33대     | 김태호(金台鎬) | 2006년 7월 1일~2010년 6월 30일    | 한나라당                                                 | 세계로 미래로 뉴경남                |
| 민선      |  | 34대     | 김두관(金斗官) | 2010년 7월 1일~2012년 7월 6일     | 무소속(2010~2011) 시민통합당(2011) 민주통합당(2011~2012) | 대한민국 번영 1번지 경남            |
| 민선      |  | 권한대행 | 임채호(林采虎) | 2012년 7월 7일~2012년 12월 19일   | 행정부지사                                               | 대한민국 번영 1번지 경남            |
| 민선      |  | 35대     | 홍준표(洪準杓) | 2012년 12월 20일~2014년 6월 30일  | 새누리당(2012~2017) 자유한국당(2017)                     | 당당한 경남시대                     |
| 민선      |  | 36대     | 홍준표(洪準杓) | 2014년 7월 1일~2017년 4월 9일     | 새누리당(2012~2017) 자유한국당(2017)                     | 당당한 경남시대                     |
| 민선      |  | 권한대행 | 류순현(柳淳鉉) | 2017년 4월 10일~2017년 8월 16일   | 행정부지사                                               | 당당한 경남시대                     |
| 민선      |  | 권한대행 | 한경호(韓徑浩) | 2017년 8월 17일~2018년 6월 30일   | 행정부지사                                               | 당당한 경남시대                     |
| 민선      |  | 37대     | 김경수(金慶洙) | 2018년 7월 1일~2019년 1월 30일    | 더불어민주당                                             | 함께 만드는 완전히 새로운 경남      |
| 민선      |  | 권한대행 | 박성호(朴性鎬) | 2019년 1월 30일~2019년 4월 17일   | 행정부지사                                               | 함께 만드는 완전히 새로운 경남      |
| 민선      |  | 37대     | 김경수(金慶洙) | 2019년 4월 18일~2021년 7월 21일   | 더불어민주당                                             | 함께 만드는 완전히 새로운 경남      |
| 민선      |  | 권한대행 | 하병필(河炳弼) | 2021년 7월 21일~2022년 6월 30일   | 행정부지사                                               | 함께 만드는 완전히 새로운 경남      |
| 민선      |  | 38대     | 박완수(朴完洙) | 2022년 7월 1일~                   | 국민의힘                                                 | 활기찬 경남, 행복한 도민            |

## 같이 보기
- 경상남도지사 선거
- 경상남도청
- 경상남도 부지사
- 경상남도지사 (일제 강점기)